# کاتسورایاما اوجیماتو
کاتسورایاما اوجیماتو (به ژاپنی: 葛山 氏元 Katsurayama Ujimoto)؛ ۱۵۲۰ – ۱۵۷۳) یک سامورایی در دوره سنگوکو و ملازم خاندان ایماگاوا در ژاپن بود.